# Felor Badenberg

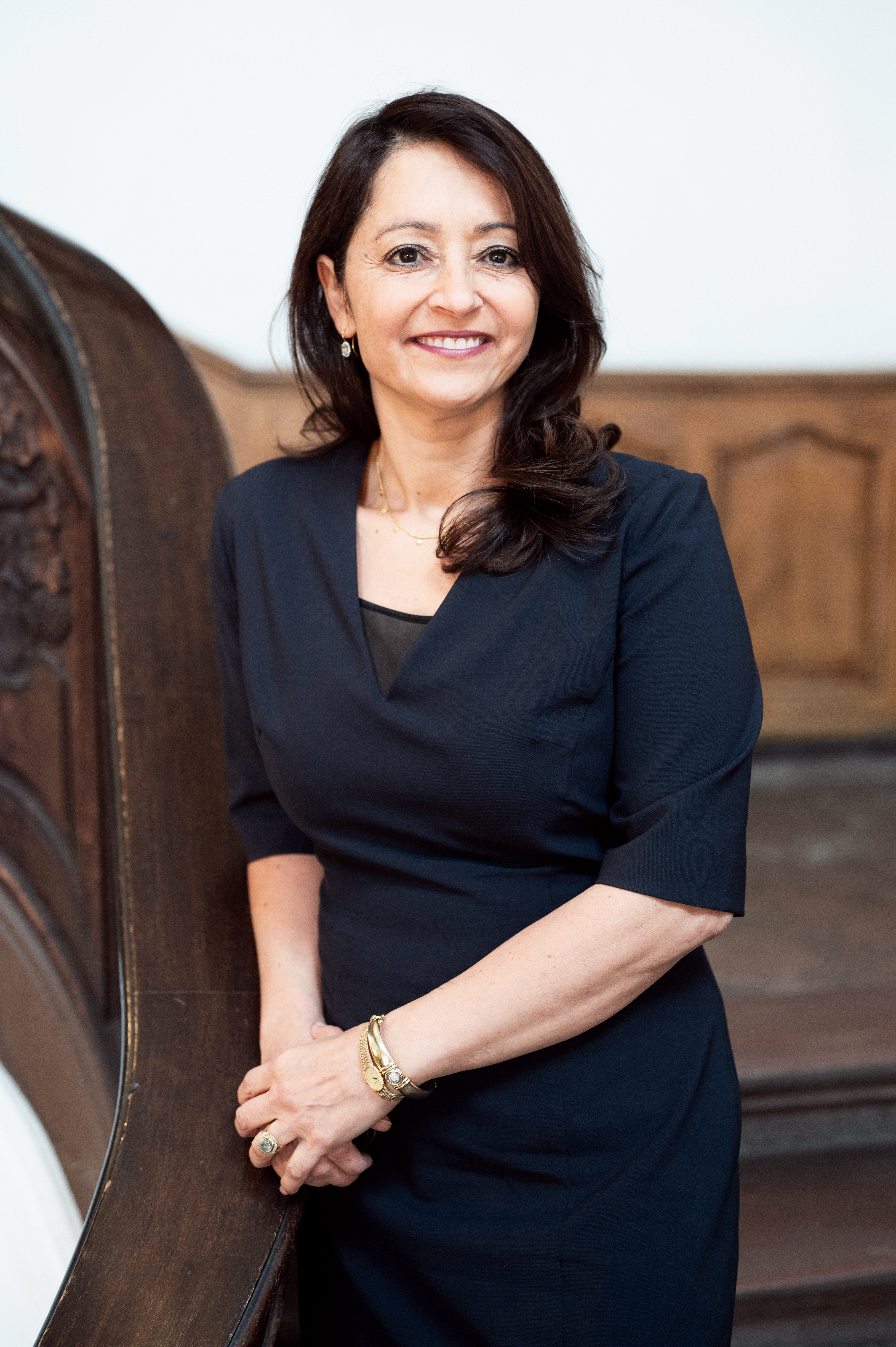
Felor Badenberg, 2023

Felor Badenberg, geborene Haghighi-Niat (* 1. Mai 1975 in Teheran, Iran) ist eine deutsche Verwaltungsjuristin und Politikerin (CDU). Seit April 2023 ist sie Berliner Senatorin für Justiz und Verbraucherschutz im Senat Wegner. Zuvor war sie beim Bundesamt für Verfassungsschutz (BfV) tätig, zuletzt als dessen Vizepräsidentin. Daneben ist sie Lehrbeauftragte an der Universität zu Köln.

## Leben

### Ausbildung und Persönliches
Felor Haghighi-Niat besuchte von 1981 bis 1986 eine Grundschule in der iranischen Hauptstadt Teheran, die zu der Zeit, während des Irak-Iran-Kriegs, bombardiert wurde. Badenberg erklärte, deswegen während ihrer Kindheit in Iran in Kellerräumen Schutz habe suchen müssen. Sie kam im Alter von zwölf Jahren mit ihren Eltern nach Deutschland und besuchte von 1987 bis 1992 das Kopernikus-Gymnasium in Rheine, danach das Städtische Gymnasium Köln-Nippes. Seit den 1990er Jahren führt sie den Namen Felor Badenberg.
Im Jahr 1997 begann sie ein Studium der Rechtswissenschaften an der Universität zu Köln und legte 2002 das Erste Staatsexamen ab. Schwerpunkt ihres Studiums war das Staats- und Verfassungsrecht. Sie wurde 2005 bei Arnulf Schmitt-Kammler und Wolfram Höfling in Köln mit der Dissertation Das Recht des Kindes auf Kenntnis der eigenen Abstammung unter Berücksichtigung der Problematik der anonymen Geburt promoviert. Von 2004 bis 2006 absolvierte sie das Referendariat im Bezirk des Oberlandesgerichts Köln.
Seit 2023 ist Badenberg Lehrbeauftragte am Institut für Öffentliches Recht und Verwaltungslehre der Universität zu Köln bei Markus Ogorek. Dort wirkt sie an Vorlesungen und Seminaren zur Öffentlichen Sicherheit und an der Forschungsstelle Nachrichtendienste mit. Zudem gehört sie seit Ende 2023 dem Vorstand der Konrad-Adenauer-Stiftung an.
Badenberg ist verheiratet und hat einen 2005 geborenen Sohn.

### Laufbahn im Verfassungsschutz
Ihre erste dienstrechtliche Verwendung im BfV hatte Badenberg 2006 als Referentin in der Abteilung Auslandsbezogener Extremismus. Im Jahr 2011 war Badenberg Leiterin des Personalreferats in der Abteilung Zentrale Dienste. Unter dem damaligen Präsidenten des BfV, Hans-Georg Maaßen, wechselte sie in den Leitungsstab und war verantwortlich für die Kontakte des Amtes zum Deutschen Bundestag und zur Bundesregierung sowie für die Reden und Vorträge des Präsidenten. Nachdem Badenberg mehrere Jahre Referatsgruppenleiterin in der Abteilung Spionageabwehr gewesen war, wurde sie 2019 erste Abteilungsleiterin der neuen Abteilung Cyberabwehr. Ab Januar 2020 leitete sie die Abteilung Rechtsextremismus und Terrorabwehr.
Ihre Arbeiten an einem Gutachten über die rechtspopulistische Partei Alternative für Deutschland (AfD) führten zur Einstufung der Partei als rechtsextremistischer Verdachtsfall. Nach einer Klage der AfD vor dem Verwaltungsgericht Köln gegen das Bundesamt für Verfassungsschutz kamen die Richter *im März 2021 zu dem Ergebnis, dass die Einschätzung des Verfassungsschutzes zur AfD „auf einer nicht zu beanstandenden Gesamtbetrachtung“ basiere.
Am 15. Juni 2022 wurde Badenberg als erste Frau Mitglied der Amtsleitung des BfV. Als Nachfolgerin von Michael Niemeier wurde sie zur Vizepräsidentin des BfV ernannt.

### Politik
Felor Badenberg, damals noch parteilos, wurde am 27. April 2023 zur Berliner Senatorin für Justiz und Verbraucherschutz im Senat Wegner ernannt. Der Regierende Bürgermeister von Berlin, Kai Wegner (CDU), äußerte zur Verteidigung gegen Vorwürfe, er sei angeblich mit Stimmen der AfD gewählt worden, mit Bezug auf Badenbergs Mitwirkung bei der Einstufung der AfD als rechtsextremistischer Verdachtsfall, er könne sich beim besten Willen nicht vorstellen, „dass die AfD einen Regierenden Bürgermeister wählt, der die größte AfD-Jägerin aus ganz Deutschland nach Berlin holt“.
Ende April 2024 forderte Badenberg vor dem Hintergrund von aus dem Ausland gesteuerten Desinformations- und Propagandakampagnen in einem Interview mit der Berliner Zeitung: „Die Sabotage des Meinungsbildungsprozesses muss unter Strafe gestellt werden.“
Im Mai 2024 trat sie der CDU bei.

## Schriften
- Das Recht des Kindes auf Kenntnis der eigenen Abstammung unter Berücksichtigung der Problematik der anonymen Geburt (= Europäische Hochschulschriften Recht. Band 4352). Peter Lang, Frankfurt am Main 2006, ISBN 978-3-631-54778-6 (Inhaltsverzeichnis [PDF; abgerufen am 13. Juni 2022] zugleich Juristische Dissertation Köln 2005).